# Nußloch
Nußlochⓘ là một xã thuộc huyện Rhein-Neckar-Kreis, bang Baden-Württemberg của Đức. Nơi đây nằm cách Heidelberg khoảng 10 km về phía nam. 

## Nhân khẩu học

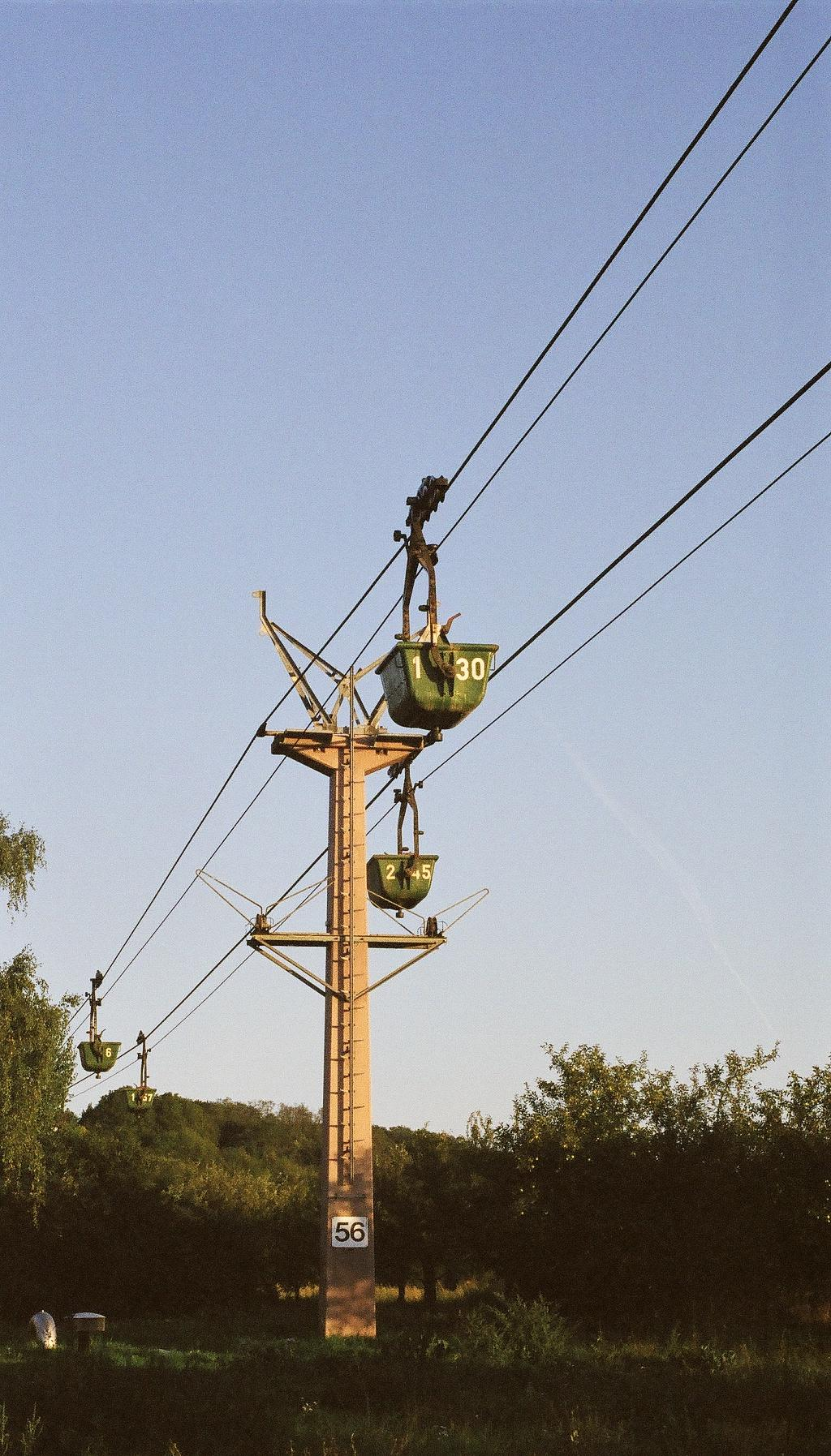
Cáp treo vận chuyển đá vôi ở Nußloch

Phát triển dân số: 
| Năm  | Số dân |
| ---- | ------ |
| 1990 | 9,719  |
| 2001 | 10,661 |
| 2011 | 10,482 |
| 2021 | 11.271 |